# Co je vám, doktore?
Co je vám, doktore? je československý barevný film režiséra Víta Olmera z roku 1984 natočený podle námětu Antonína Máši ve Filmovém studiu Barrandov.
Natáčelo se i v samotném objektu Studia Barrandov (interiéry počítačového střediska). V Ostravě se točilo v komplexu dřívější Nové huti Klementa Gottwalda (dnes Liberty Ostrava). Některé zlomové momenty ve filmu jsou „podtrženy“ či zvýrazněny hudební vložkou nebo prostřihem.
Bohouš Burda, stomatolog ve středním věku (Zdeněk Svěrák), nesnáší pragmatičnost a faleš lidí kolem sebe a rozhodne se tomu čelit po svém: prodá auto, vrátí se do krajiny svého dětství, nakonec se rozvede a začne nový život s mladou „nezkaženou“ ženou.

## Herecké obsazení
| Zdeněk Svěrák              | stomatolog Bohouš Burda              |
| Iva Hüttnerová             | Blanka Burdová, manželka             |
| Ivona Krajčovičová         | Tereza Horká, provozní programátorka |
| Ondřej Pavelka             | ing. Karel Strnad                    |
| Eva Asterová               | Veronika                             |
| Karel Brožek               | šéf výpočetního střediska            |
| Ferdinand Krůta            | otec Terezy                          |
| Bronislav Poloczek         | Burdův švagr                         |
| Eva Holubová               | Burdova sestra                       |
| Ladislav Smoljak           | psychiatr, Burdův přítel             |
| Erna Červená               | babička Terezy                       |
| Miloš Čálek                | inženýr                              |
| Anna Ferencová             | paní Kuchařová                       |
| Kristian Hynek             | kameraman                            |
| Jan Hraběta                | organizátor                          |
| Martin Faltýn              | režisér                              |
| Alena Karešová             | sestra                               |
| Blažena Slavíčková         | sestra                               |
| Hana Přibylová             | Alena                                |
| Jolana Maurerová-Zelinková | Jarmila                              |
| Pavel Vondruška            | vědec na ekologické schůzi           |
| Josef Vondráček            | muž kupující automobil               |
| Karel Smyczek              | odborník                             |
| Vladimír Hrabánek          | řidič sanitky                        |

## Děj
Zubní lékař Bohouš Burda žije s manželkou Blankou v moderní domácnosti, ale necítí se v ní doma. Manželka nemá pochopení pro jeho věčné žertíky a dost lpí na svojí kariéře inženýrky ve výpočetním středisku. V tomtéž středisku pracuje i Tereza Horká, poctivá dívka, která má vztah s Karlem Strnadem, ambiciózním inženýrem. Karel pracuje na projektu společně s ing. Burdovou.
Karel se muchluje s Terezou u ní doma, když zazvoní zvonek. Je to kolegyně Veronika, která Tereze vytýká, že na ni už delší dobu čeká. Tereza zapomněla, že mají dnes cvičení. Jdou na něj společně i s Karlem. Během cvičení se na něj obě dívky usmívají. Potom jdou všichni společně do herny s videohrami. Ráno měl Karel odevzdat Burdové svoji zprávu, ale místo toho jí dává štos odborné literatury. Burdová si stěžuje šéfovi výpočetního střediska, že ing. Strnad sabotuje její práci, ale ten si své stanovisko obhájí a je to Blanka, kdo musí ustoupit. Jde o projekt zprovoznění linky NC strojů.
Ve středisku natáčí filmový štáb a režisér chce (mimo vyjádření šéfa) i nějakou větu od některé z pracovnic. Kameraman navrhne Veroniku, která mu padne do oka, ale Burdová doporučí Terezu Horkou. Tereza se stydí, ale Karel ji povzbudí. Tereza pak řekne do kamery, že by chtěla žít tak, aby dělala radost sobě i jiným.
Bohouš touží po dítěti, ale Blanka o tom nechce ani slyšet, ačkoli její muž tvrdí, že by se potomkovi plně věnoval a ona by mohla pokračovat v kariéře. Bohouš se nestřetne s pochopením z Blančiny strany a cítí se stále více odcizený. Město jej neuspokojuje, touží po domku na vesnici, v přírodě. Donese si do bytu starou váhu, která mu připomíná baráček po prarodičích. Navíc ještě prodá za 19 000 Kčs automobil, který měli společně se ženou. Na schůzi o budovatelských projektech zpochybňuje výklad dvou vědců – socialistických budovatelů, kteří považují přírodu za něco, co musí člověk zkrotit a zastavět. Bohoušův ekologický postoj se nesetká s pochopením, naopak dostane při odchodu do zubů od jednoho občana, když se mu snaží vysvětlit, jakou škodu dělají výfukové plyny automobilů.
Po příchodu a po diskuzi o staré váze v koupelně se jej Blanka zeptá, zda se u ní necítí jako doma. Bohouš odpoví záporně. V prostřihu se objeví obrazovka, na níž bliká text:
POZOR CHYBA V PROGRAMU ! ! !
Když se Bohouš navíc přizná, že prodal společný automobil, Blanka se rozčílí a vyhazuje ho z bytu. Posílá ho k jeho kamarádovi, který odjíždí na půl roku na Kubu. Když se tam Bohouš stěhuje, potká se na schodech s Terezou, která bydlí s otcem a babičkou hned ve vedlejším bytě. Tereza si pak všimne, že Burda zapomněl u dveří housle a zazvoní na něj. Bohouš poděkuje, ale nemá příliš hovornou náladu, je smutný. Když Tereza odejde, Bohouš se zavře v koupelně, zalije si čaj a pustí si plyn (z přenosného vařiče a plynového kotle). Chce spáchat sebevraždu. Od tohoto úmyslu jej odradí zpráva z televizoru ve vedlejší místnosti. Bohouš zaslechne, že bude hovořit právě Tereza Horká. Okamžitě vypne vařič i kotel, vyvětrá a běží si poslechnout, co bude Tereza říkat. Když slyší Terezino krásné poselství („chtěla bych žít tak, abych dělala radost sobě i druhým“), dodá mu to chuť do života. Uvědomí si, že je stále pro co žít.
Tereza si mezitím v sousedním bytě všimne Karlových materiálů. Tuší, že Karel Strnad ví o nějaké chybě v projektu a nechává si to v záloze. To ji znepokojuje. Když pak Karel odejde, zaslechne hrát Burdu na trubku. Jde jej navštívít a nakonec spolu stráví pěkný večer. Tereza u něj usne na pohovce a Bohouš ji ráno probudí s kyticí v ruce. Přeje jí všechno nejlepší k svátku.
Její přítel Karel úplně zapomněl, že má dnes svátek. Navíc mu ani nevadí, že přespala u souseda. Jeho (Karla) teď svádí Veronika, která si s ním domluví rande na víkend. Nakonec s ním stráví pouze necelou sobotu a pak odchází za jiným mužem. Karel je vytočený. Tereza neví, kde Karel je a tak souhlasí s Bohoušovým návrhem na výlet do přírody. Jejich rozhovor zaslechne Veronika, která ji šla navštívit. Okamžitě běží do auta a řekne svému příteli (je to ten kameraman, který natáčel u nich v počítačovém středisku), aby Terezu s Burdou vyfotil, až budou vycházet ze dveří.
Bohouš nese sestře a švagrovi závaží. Poté jde s Terezou do domku po prarodičích. Tereza poznamená, že by se jí tady líbilo. Burda jí vypráví historky z dětství. Viditelně jej Tereza přitahuje a on jí také není lhostejný. Když se vrátí domů, Karel už čeká na Terezu. Říká jí, že její otec šel pro sanitku, protože babičce nebylo dobře. Tereza se jde na ni podívat a vzápětí běží pro Burdu. Ten ji také obhlédne a podotkne mezi dveřmi, že pro takového starého člověka už je smrt vysvobozením.
Blanka si všimne v práci na nástěnce fotografie Terezy a Bohouše, kterou tam dala zřejmě Veronika. Vezme ji a hodí ji v kanceláři Tereze na stůl (mají společnou kancelář) zrovna v momentě, kdy si ona kreslí duchem nepřítomná srdíčko na počítačové sjetiny. Burdová chce vědět, co to má znamenat. Tereza jí nic nevysvětluje, jen řekne, že byli spolu na výletě. Do místnosti vstoupí ředitel s Karlem a popohání obě dámy na důležitou schůzku. Karel Strnad protestuje, nevidí důvod, proč by se schůzky měl účastnit i pomocný personál. Má totiž strach, že Tereza prozradí, že si kryl záda už delší dobu. Na schůzce vyčká, až Burdová všem sdělí, že je projekt zprovoznění NC linky dokončen a pak si vezme slovo. Prohlásí, že se mu nedávno dostala do ruky disertační práce sovětského inženýra Ščerbakova, jenž podobný projekt rozpracoval. Vstupní parametry Burdové byly chybné, proto celý tým 15 lidí pracoval 3 měsíce zbytečně, projekt řízení výroby by nemohl fungovat. Tereza jej obviní, že se to nedozvěděl nedávno, ale ví to od samého počátku a neupozornil na to. Když se jej ředitel zeptá, kdy tu disertační práci sehnal, lže, že teprve před týdnem.
Tereza sedí na svém místě a do kanceláře vstoupí zdrcená Burdová. Pláče a říká, že kvůli tomuto (kariéře, která se jí nepovedla) si rozbila manželství. Tereze jí přijde líto a tak si vymyslí, že ji sháněl Bohouš, aby za ním večer přišla. Když pak Bohouš Terezu volá k sobě (hraním na trubku, kterou ona ve vedlejším bytě slyší), prozradí jí, že chce odkoupit podíl na chalupě po rodičích od své sestry. Nabídne Tereze, aby spolu žili. Tereza mu řekne, že vyřídila Blance jeho údajný vzkaz. Burda je nemile překvapen. Tereza mu řekne, že ho teď jeho žena po neúspěchu v zaměstnání potřebuje.
Po čase jede Bohouš s Blankou na chalupu a veze tam koupené prase. Když se pak později Blanka sejde s Terezou, stěžuje si, že ji nutil mj. prát v neckách. Ona už nemohla vystát jeho odlišné životní potřeby a tak se rozvedli.
Tereza nachází Burdu na vesnici v pojízdné zubní ordinaci. Bohouš je rád, že ji vidí. Následuje scéna doprovázená hudbou, jak jdou společně na chalupu, kde Burda na dvorku pouští z krabice koupená kuřata a pak jim hází zrní.
Děj filmu se posune, nyní je zima. U chalupy pracuje buldozer a strhává stromy a demoluje pumpu. Po zasněžené silnici přijíždí sanitka, z níž vystupuje mimo řidiče i Burda s těhotnou Terezou. Přijeli si odvézt několik posledních věcí z chalupy. Jsou svědky jejího stržení. Tereza má slzy na tváři, ale Bohouš ji uklidňuje: „Neplač Terezo, ať máme veselý dítě.“ Řidič filozofuje, že staré musí ustoupit novému. Příštím rokem tudy povede nová silnice.
Rodina dostala byt v panelákovém domě ve městě. Ještě je nezařízený, Bohouš s Terezou teprve musí vybalit. Bohouš maluje v pokoji po stěnách stromečky, zatímco v postýlce řve kluk. Vstoupí Tereza a táže se, co tady zase vyvádí. Bohouš s novinovou čepicí na hlavě a zamazaným obličejem odpoví: „Paseku. Jsem se rozhod, že náš Bohouš bude lesníkem. Tak ať si zvyká.“
V závěrečné scéně filmu se Bohouš Burda dívá z okna ven a kamera postupně rozšiřuje záběr.

## Citáty
„Tohle je pilotní kabina atomový ponorky. Akorát tady chybí katapultovací zařízení, kterým bych se vocuď vystřelil.“ (touto metaforou vyjadřuje Burda svůj stísněný pocit v moderní domácnosti plné technických vymožeností)
„Igelitový vemeno.“ (Burdův komentář k balenému mléku v igelitovém pytlíku)
„Von byl vždycky šáhnutej, ale poslední dobou se to vážně nedalo vydržet.“ (Blanka Burdová vysvětluje Tereze Horké důvod rozvodu s manželem)

## Zákulisí natáčení
Snímek Co je vám, doktore? byl prvním filmem, ve kterém Zdeněk Svěrák působil pod dvojicí Vít Olmer (režisér) a Ota Kopřiva (kameraman). Svěrák se považoval spíše za filmového neherce (divadelní představení o Járovi Cimrmanovi do herectví nezahrnoval) a ve filmu dostal pro svou roli velkou volnost. Nemusel se ohlížet na kameru, Ota Kopřiva natáčel záběry z různých pozic, aniž by herce nějak instruoval (točil většinou s kamerou v ruce). Řekl mu: „Vůbec se o mě nestarej, chovej se, jako bych tu nebyl a já si tě najdu.“ Výsledkem byla jednak živost a téměř dokumentárnost filmu a jednak zachycená přirozenost Zdeňka Svěráka, který k tomu ještě podotýká, že se v tomto a následujícím filmu Jako jed (1985) učil hrát. Rovněž měl dovoleno upravovat si některé pasáže scénáře, čehož Svěrák využíval (např. scéna s prodejem automobilu s „kvetoucími“ blatníky).
Roli zubaře si musel před natáčením Zdeněk Svěrák trochu osvojit, školení mu poskytli jeho známí dr. Štolfa s manželkou (oba byli stomatologové).
Ondřej Pavelka uvádí, že ze spolupráce s Vítem Olmerem se mu vybaví v prvé řadě velká svoboda a spontánnost při hraní role. Vyzdvihuje vstřícnou atmosféru při natáčení. K filmu dodává, že své poselství neztrácí ani po roce 2005, možná je dokonce aktuálnější vzhledem ke stále rostoucímu civilizačnímu tlaku. Filmový motiv útěku z městské společnosti k venkovským tradicím považuje za metaforu k situaci v 80. letech (nesvoboda). Za velmi podařený moment z filmu považuje scénu v závěru, kdy buldozer strhává malebný domek v přírodě (ničí tradice) a rodina se musí přestěhovat do městského panelového bytu. S pochmurným záběrem kontrastuje Burdův optimistický postoj, když maluje pokoj pro čerstvě narozené dítě – stěny pokoje zdobí malbami stromků v lese.

## Kulturní odkazy
- Ve scéně, kdy Bohouš Burda odmítá finanční úplatek od starší paní a místo toho jí říká, ať mu raději upeče koláč, se jej sestra zeptá, jestli někdy četl Dona Quijota. On odpoví, že je to na něj „moc tlustý“.[3] Román se jmenuje celým názvem Důmyslný rytíř Don Quijote de la Mancha a napsal jej španělský spisovatel Miguel de Cervantes y Saavedra.